# Jean-Joseph Gaume
Pour les articles homonymes, voir Gaume.
Jean-Joseph Gaume, né à Fuans (Doubs) le 5 juin 1802 et mort le 19 novembre 1879, est un prêtre catholique, théologien et essayiste français.

## Biographie
Jean-Joseph Gaume entre au séminaire de Besançon où il reçoit l’enseignement de son frère aîné, de l’abbé Doney et de l’abbé Gousset. Il est fortement imprégné des écrits de l’abbé Nicolas-Sylvestre Bergier (en particulier son Dictionnaire de théologie), et des influences mennaisienne et liguorienne. Il est ordonné en 1825. Vicaire à Vesoul, il est nommé professeur de théologie au grand séminaire de Nevers en 1827 – sur recommandation de l’abbé Philippe Gerbet. Il est ensuite supérieur du petit séminaire de Nevers (1828-31), chanoine titulaire (1828), puis vicaire général de 1843 à 1852.
Il part pour Rome en 1841. Fait docteur en théologie à l'université de Prague, il est nommé protonotaire apostolique ad instar participantium en 1854 par Pie IX.
Ultramontain et vulgarisateur dans l'âme, il est l'auteur de nombreux ouvrages, pour la plupart parus chez ses frères, éditeurs à Paris, sur la théologie, l'histoire et l'éducation. Ceux de la première catégorie furent longtemps estimés, ceux de la deuxième sont tombés dans l'oubli et ceux de la troisième ont soulevé la question des classiques dans l'enseignement religieux. L'Abrégé de son Catéchisme de persévérance, paru en 1842,  connait plus de 70 éditions jusqu'en 1933 et est publié à plus de 900 000 exemplaires.
Préoccupé par les questions religieuses de son temps, il attribuait les maux du XIXe siècle à la réintroduction des textes païens dans les collèges catholiques à la Renaissance. Il conçut une nouvelle manière de former la jeunesse et l'enfance, qui consistait principalement à enseigner davantage les auteurs chrétiens dans les classiques, et composa notamment à cette fin le Catéchisme de la Persévérance. L'ensemble de ses idées a reçu le qualificatif de « gaumisme ». Il publia par ailleurs une trentaine de manuels scolaires, dans une série intitulée la Bibliothèque des classiques chrétiens latins et grecs, pour toutes les classes.
Il était particulièrement intransigeant envers les révolutionnaires, les libéraux, les socialistes et les francs-maçons. Son ouvrage La Révolution reprend les thèses antimaçonniques de l'abbé Barruel, expliquant les événements de 1789 par un complot maçonnique. De 1849 à 1850, il entretient également une correspondance avec le penseur contre-révolutionnaire Juan Donoso Cortés dont il partage beaucoup des analyses.
Il vécut longtemps sous la protection de Mgr Gousset et Mgr Parisis, évêques de Reims et d'Arras, et trouva surtout des appuis dans les articles de Louis Veuillot dans L'Univers. Très imprimé, il eut même ses défenseurs au Canada, notamment Alexis Pelletier, qui gagna Henri-Raymond Casgrain à sa cause.
L'abbé Jean-François Landriot, écrivain polémiste parmi les plus distingués de l'époque, refusa de suivre les opinions de Mgr Gaume et de L'Univers sur la question des classiques de l'Antiquité,.
Mgr Dupanloup, l'évêque modéré d'Orléans, lui reprocha de rompre avec la tradition de l'Église qui privilégiait une interprétation chrétienne des ouvrages païens depuis le concile de Trente. Ses partisans maintinrent leurs revendications, et Rome dut finalement mettre fin à la controverse en donnant raison à Mgr Gaume par un Bref de Pie IX, publié dans le livre Pie IX et les études classiques de Mgr Gaume.
Il est enterré au cimetière des Longs Réages à Meudon (Ile-de-France).

## Principaux ouvrages
- Du Catholicisme dans l'éducation, ou l'Unique moyen de sauver la science et la société, 1835
- Le Grand jour approche, ou Lettres sur la première communion, 1836
- Le Seigneur est mon partage, ou Lettres sur la persévérance après la première communion, 1836
- Abrégé du catéchisme de persévérance, ou Exposé historique, dogmatique, moral et liturgique de la religion, depuis l'origine du monde jusqu'à nos jours, 1842
- Manuel des confesseurs, 1843 Texte en ligne
- Histoire de la société domestique chez tous les peuples anciens et modernes, ou Influence du christianisme sur la famille, 1844
- L'Europe en 1848, ou Considérations sur l'organisation du travail, le communisme et le christianisme, 1848
- La Profanation du dimanche considérée au point de vue de la religion, de la société, de la famille, de la liberté, du bien-être, de la dignité humaine et de la santé, 1850
- Le Ver rongeur des sociétés modernes, ou le Paganisme dans l'éducation, 1851
- Lettres à Mgr Dupanloup, évêque d'Orléans, sur le paganisme dans l'éducation, 1852
- Bibliothèque des classiques chrétiens, latins et grecs, 1852-1855
- Catéchisme de Persévérance, ou Exposé de la Religion depuis l'origine du monde jusqu'à nos jours, 1854
- La Révolution, recherches historiques sur l'origine et la propagation du mal en Europe, depuis la Renaissance jusqu'à nos jours, 12 vol., 1856 Texte en ligne 1 2 3 4 5 6 7 8 9 10 11 12
- Les Trois Rome, 4 vol., 1857 Texte en ligne 1 2 3 4
- Horloge de la Passion ou Réflexions et affections sur les souffrances de Jésus-Christ, traduit de l'italien d'après saint Alphonse de Liguori, 1857
- Poètes et prosateurs profanes complètement expurgés, 1857
- La Religion et l'Éternité, 1859
- La Situation : douleurs, dangers, devoirs, consolations des catholiques dans les temps actuels, 1860
- A quoi sert le Pape ?, 1861 Texte en ligne
- Bethléem, ou l'École de l'enfant Jésus, petites visites à la crèche pour le temps de Noël, d'après saint Alphonse de Liguori, 1860
- Le signe de la croix au XIXe siècle, 1862, honoré d'un bref du pape Pie IX.
- Abrégé du catéchisme de persévérance, 1865
- Traité du Saint Esprit, comprenant l'histoire générale des deux esprits qui se disputent l'empire du monde et des deux cités qu'ils ont formées, avec les preuves de la divinité du Saint Esprit, 1865 , Texte en ligne, réédition éditions Delacroix.
- L'Eau bénite au XIXe siècle, 1866
- Credo, ou Refuge du chrétien dans les temps actuels, 1867
- Histoire du bon larron au XIXe siècle, 1868
- La Vie n'est pas la vie, ou la Grande erreur du XIXe siècle, 1869
- Judith et Esther. Mois de Marie du XIXe siècle, 1870, réédition éditions Delacroix.
- Suéma, ou la Petite esclave africaine enterrée vivante, histoire contemporaine, 1870
- Où en sommes-nous ? : étude sur les événements actuels : 1870 et 1871, 1871 Texte en ligne
- Voyage à la côte orientale d'Afrique pendant l'année 1866 par le R. P. Horner, 1872
- Le Cimetière au XIXe siècle, 1873
- L'Angélus au XIXe siècle, 1873
- La Génuflexion au XIXe siècle, ou Étude sur la première loi de la création, 1876
- Petit catéchisme du Syllabus, 1876
- Histoire des catacombes de Rome, 1876
- Le Testament de Pierre le Grand, ou la Clef de l'avenir, 1876
- Mort au cléricalisme, ou Résurrection du sacrifice humain, 1877
- La Révolution, 1877
- Le Bénédicité au XIXe siècle, ou Religion dans la famille, 1878
- Le Scrupule, petit manuel de direction à l'usage des âmes timorées et de leurs confesseurs, d'après saint François de Sales et saint Alphonse de Liguori, 1879
- L'Évangélisation apostolique du globe, preuve de la divinité du christianisme, 1879
- Biographies évangéliques, 2 vol., 1881-1893
- Les mystères du diable dévoilé, 1880.

## Honneurs
- Chevalier de l'ordre de Saint-Sylvestre par Grégoire XVI en 1842

## Banques de données, dictionnaires et encyclopédies
- Ressource relative à plusieurs domaines :   - Répertoire du patrimoine culturel du Québec
- Ressource relative à la religion :   - Dictionnaire de spiritualité
- Notice dans un dictionnaire ou une encyclopédie généraliste :   - Deutsche Biographie
- Notices d'autorité :   - VIAF
  - ISNI
  - BnF (données)
  - IdRef
  - LCCN
  - GND
  - Italie
  - CiNii
  - Espagne
  - Pays-Bas
  - Pologne
  - Israël
  - NUKAT
  - Catalogne
  - Vatican
  - Australie
  - Croatie
  - Tchéquie
- Notice biographique et présentation de la Bibliothèque des classiques chrétiens